# (2980) Cameron
(2980) Cameron est un astéroïde de la ceinture principale.

## Description
(2980) Cameron est un astéroïde de la ceinture principale. Il fut découvert le 2 mars 1981 à Siding Spring par Schelte J. Bus. Il présente une orbite caractérisée par un demi-grand axe de 2,57 UA, une excentricité de 0,18 et une inclinaison de 7,3° par rapport à l'écliptique.

## Compléments